# Morbus Andersen
Der Morbus Andersen, oder die Glykogenose Typ IV bzw. Amylopektinose (Synonyme: Andersen-Syndrom, Andersen-Glykogenose, Andersen-Syndrom, auch Glycogen Branching Enzyme Deficiency (GBED)), ist eine autosomal-rezessiv vererbte Stoffwechselerkrankung und gehört zur Gruppe der Glykogenspeicherkrankheiten (Glykogenosen). Die Krankheit manifestiert sich innerhalb der ersten Lebensmonate und zeichnet sich durch eine Störung der Glykogensynthese aus. Auf Stoffwechselebene zeigt sich ein Defekt des branching enzyme, der sogenannten Amylo-1,4-1,6-Transglukosidase, welches für die Seitverzweigung der Glykogenmoleküle verantwortlich ist. Folge ist in erster Linie eine rasch fortschreitende Leberzirrhose durch Akkumulation des abnormen Glykogens in Form Amylose-ähnlicher Strukturen in den Hepatozyten. Das verantwortliche Gen (GBE1) konnte auf Chromosom (3p12) lokalisiert werden und codiert für das 1,4-α-Glucan-verzweigende Enzym.
Die Erkrankung ist nicht zu verwechseln mit dem auch als „Andersen-Syndrom“ bezeichneten Andersen-Tawil-Syndrom.

## Klinik und Verlauf
Im Vordergrund des klinischen Erscheinungsbildes steht die Hepatomegalie mit rascher Progredienz zur Leberzirrhose mit portaler Hypertension und konsekutiver Splenomegalie sowie Ösophagusvarizen. In einigen Fällen kann es zu einer muskulären Beteiligung mit Schwäche, Atrophie und herabgesetztem Tonus kommen. Hypoglykämien finden sich im Gegensatz zur Glykogenose Typ I, Glykogenose Typ 0 und Glykogenose Typ III nicht.

## Diagnostik
Die Diagnosestellung erfolgt anhand des klinischen Bildes, Labor, einer Leberbiopsie mit Histologie und einer molekulargenetischen Untersuchung. Histologisch finden sich intrazelluläre Anhäufungen PAS-positiver, amylopektin-ähnlicher Strukturen. Der Nachweis des Enzymmangels in Hepatozyten und ggf. auch in Fibroblasten und Leukozyten sichert die Diagnose. Molekulargenetisch lassen sich Mutationen im glycogen branching enzyme-Gen (GBE1, Genlocus 3p12, 3kb) nachweisen.

## Therapie
Die Therapie ist überwiegend symptomatisch bzw. auf die Behandlung von Komplikationen gerichtet (z. B. Drucksenkung im Pfortaderkreislauf, Substitution von Gerinnungsfaktoren und Albumin). Die kausale Therapie in Form einer Lebertransplantation ist in ihrem Stellenwert umstritten, da es weiterhin zu Ablagerungen des fehlerhaften Glykogens in anderen Organen mit entsprechenden Komplikationen kommen kann.